# Munda asyrinx
Munda asyrinx är en insektsart som först beskrevs av Henri Saussure 1878.  Munda asyrinx ingår i släktet Munda och familjen syrsor. Inga underarter finns listade i Catalogue of Life.